# 삼척 소공대비
삼척 소공대비(三陟 召公臺碑)는 대한민국 강원특별자치도 삼척시 원덕읍 노곡리에 있는 조선시대의 비석이다. 1986년 5월 23일 강원특별자치도의 문화재자료 제107호로 지정되었다.

## 개요
삼척 노곡리 마을 옛 국도변에 서 있는 비로, ‘소공대’위에 놓여 있다.
조선 세종 5년(1423) 이곳 일대에는 대흉년이 들어 백성들이 거의 굶주림에 고통받고 있었다. 조정에서는 이들을 구하고자 황희 선생을 강원도 관찰사로 파견하였고, 이곳으로 부임해 온 황희는 정성을 다해 이들을 도와 마침내 어려움에서 벗어나게 되었다. 백성들은 그 은혜를 잊지 않고 당시 황희가 가끔 쉬곤 하던 와현(瓦峴)이라는 고개에 돌을 모아 단을 쌓고 ‘소공대’라 이름하여 그의 공적을 기리고자 하였다. 이후 중종 11년(1516) 그의 증손인 황맹헌이 강원도 관찰사로 부임하여 이곳을 둘러본 뒤 보수를 하고 비를 세워두었는데, 비바람에 쓰러져 부러지고 말았다. 현재 남아 있는 비는 선조 때 삼척부사로 부임해온 그의 6대손 황정식이 옛 비를 치우고 그 터에 다시 세워놓은 것이다.
비는 낮고 널찍한 받침돌 위로 비몸을 세운 간결한 모습으로, 비의 윗면 양쪽이 둥글게 다듬어져 있다. 비몸 앞면 위쪽에는 ‘소공대비’라는 비의 명칭이 가로로 적혀 있다. 선조 11년(1578)에 세운 조선 중기의 일반적인 비의 형태로, 당시 영의정이었던 남곤이 비문을 짓고, 려원군 송인이 글씨를 썼다.

## 참고 자료
- 삼척소공대비 - 국가유산청 국가유산포털